# Sixareen
 (décembre 2019).
Si vous disposez d'ouvrages ou d'articles de référence ou si vous connaissez des sites web de qualité traitant du thème abordé ici, merci de compléter l'article en donnant les références utiles à sa vérifiabilité et en les liant à la section « Notes et références ».

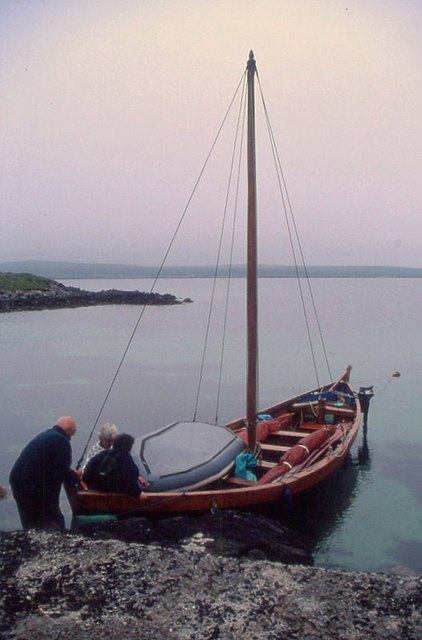
Le sixareen Far Haaf à Balta

Un sixareen ou sixern est un type de bateau de pêche traditionnel à voiles et rames plus grand qu'un yoal, utilisé autour des îles Shetland (Écosse) entre le XVIIIe et le XIXe siècle. Les premiers sixareen ont été, comme le yoal, importés de Norvège jusqu’au milieu du XIXe siècle. 
C'est un bateau à bordage à clin, à rame et voile carrée d'abord puis aurique. Plus grand qu'un yoal, ce type est apparu lorsque le besoin en équipage de pêcher plus loin de la côte est apparu. 
Il existe deux répliques modernes de ce type de navire :
- Le Far Haaf à Unst, achevé en 1988, coulé par une tempête en 1992 et reconstruit en 1993.
- Le Vaila Mae, construit en 2008 pour le Shetland Museum de Lerwick.

## Historique et usages

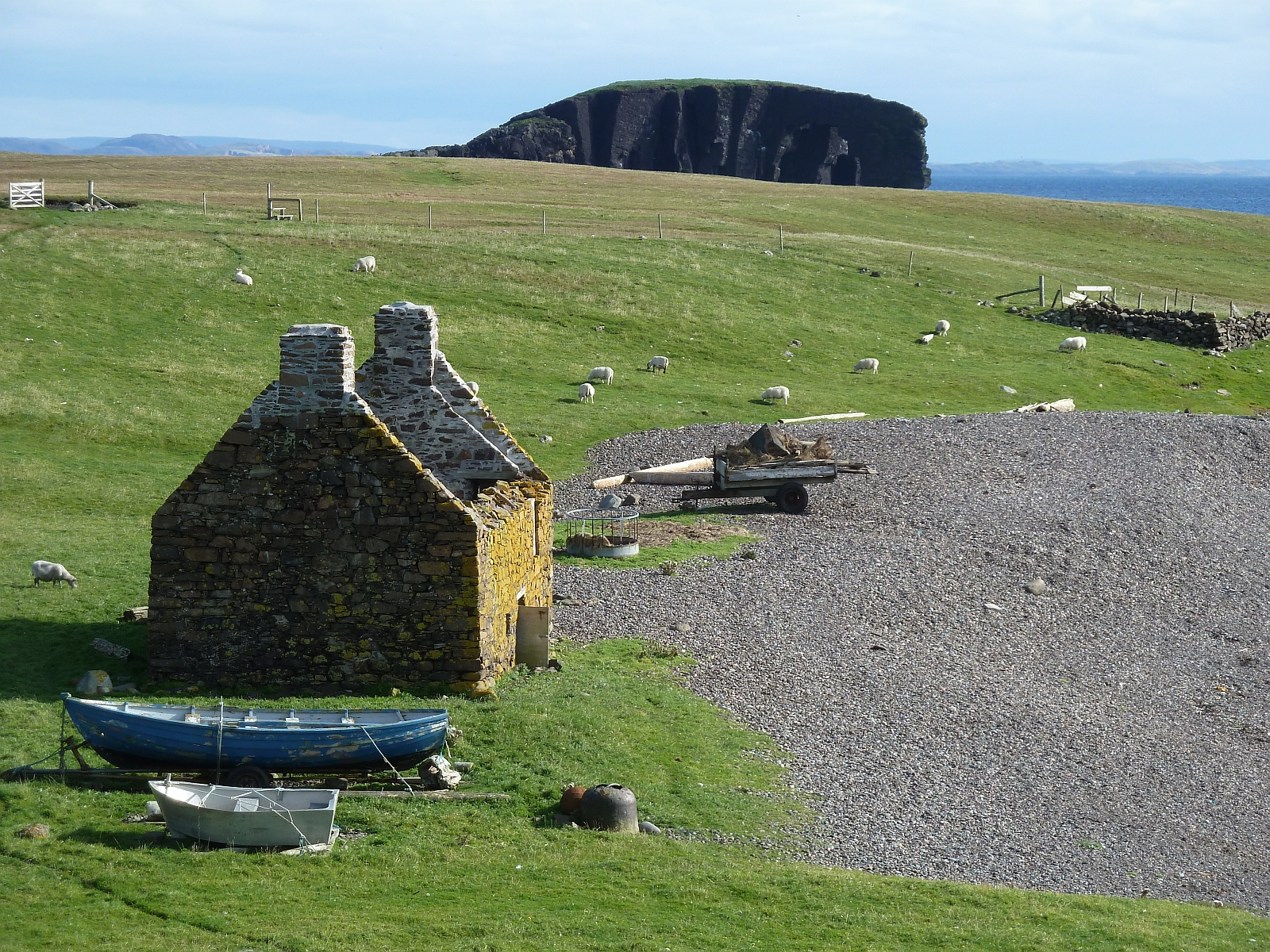
Ruines sur la côte des Shetland avec un sixareen (en bleu).

Le nom dérive du vieux noroit : sexæringr ou du norvégien : seksring signifiant "six-rames" manié par six hommes d'équipage maniant chacun une rame ou pour les six parties de ce navire. 
Ce type de bateau de pêche traditionnel à voiles et rames est utilisé autour des îles Shetland (Écosse) entre le XVIIIe et le XIXe siècle.  Les premiers sixareen ont été, comme le yoal, importés de Norvège jusqu’au milieu du XIXe siècle, quand l’augmentation des droits d’importation a rendu plus rentable l’importation de matières premières et la construction de bateaux dans les îles Shetland.
Alors que le yoal norvégien dont le sixareen dérive, était utilisé pour la pêche côtière à moins de 10 milles marins de la côte (16 km environ), le sixareen a été utilisé pour pêcher jusqu'à 40 milles (64 km environ) des côtes des Shetlands. À cause de cela et de la nature imprévisible du temps dans les eaux nordiques, la perte de bateaux et de vies a été élevée. Les pires pertes ont eu lieu le 16 juillet 1832, lorsque 17 bateaux et 105 hommes ont été perdus dans une violente tempête, et de nouveau le 21 juillet 1881, quand une tempête soudaine et violente d'été a fait 10 bateaux et 58 hommes, principalement de Gloup, dans le nord de Yell, dans ce qui est devenu connu comme la catastrophe de Gloup.
Bien qu'il ne soit pas clair quand les derniers sixareen ont été construits pour la pêche, il est probable que ce ne soit pas beaucoup plus tard que la fin des années 1880, date à laquelle on a vu émerger de plus gros bateaux pour la pêche locale.

## Description
La taille d'un sixareen est de 8 à 16 m de long, pour une largeur maximale de 4,5 m. Il possède une coque non pontée, à bordage à clin et des extrémités pointues légèrement relevées.
Le bateau est propulsé à la rame ou à la voile par vent favorable. Par vent léger ou par vent de face, l'équipage devaient ramer pendant plusieurs heures pour terminer son voyage. C'est pour cela que l'équipage se composait de 6 hommes contre 3 pour les yoals norvégiens qui restaient plus proches des côtes. Les sorties de pêche duraient généralement plus de trois jours, les bateaux effectuant deux sorties par semaine lorsque le temps le permettait.
Le gréement est constitué d'une voile montée sur un mât. Le type de voile a évolué au cours du temps : d'abord voile carrée, puis voile au tiers et voile à corne sur les modèles les plus récents.

## Noms des différentes parties du bateau
Comme pour le yoal, toutes les parties d'un sixareen ont des noms originaire du dialecte shetland, souvent dérivés du vieux norois. Il y a six pièces séparées, ou sections dans un sixareen : la fore head où les voiles et le matériel sont stockés, la fore room, la mid room où les pierres pour le ballast sont placées, l'owsin room qui est maintenue dégagée pour écoper en utilisant un owsekerri, la shot room où les prises sont stockées, et le kannie où le marin est assis à la barre.
Les compartiments du bateau étaient séparés par :
- des tafts sur lesquels l'équipage était assis (des fiskabrods sous les tafts empêchent les prises et les engins de pêche de se déplacer entre les compartiments),
- et par des baands, les cadres auxquels les planches du bordage étaient fixées.

Les planches du bordage, nommées depuis la quille vers le haut :
- le boddam runner,
- le hassen,
- les premier et deuxième swills,
- les laands (quatre planches),
- et le reebin, la planche supérieure.

À l'avant et à l'arrière, les planches ont été fixées au stammerin avant d'être fixées à la proue et la poupe.

## Répliques

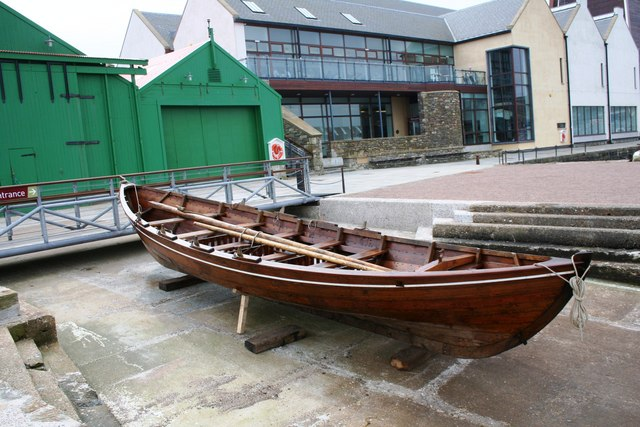
Sixareen rangé à quai (Vaila Mae).

Deux répliques de sixareens ont été construites au XXe siècle. Dans les années 1980, Duncan Sandison sur l'île d'Unst avec l'aide d'un groupe de bénévoles a construit le Far Haaf, une réplique de sixareen, a été achevé en 1988 après 800 heures de travail. Il a été détruit par un ouragan qui a balayé les îles en 1992. Un autre Far Haaf a été construit et lancé en 1993. Il occupe maintenant une enceinte spéciale à l'extérieur du havre de plaisance d'Unst.
Un autre sixareen : le Vaila Mae, a été construit en 2008 pour le Shetland Museum de Lerwick, où il peut être vu sur l'eau pendant les mois d'été.